# Reno 911, n'appelez pas !
Reno 911, n'appelez pas ! (Reno 911!) est une série télévisée américaine en 88 épisodes de 22 minutes créée par Robert Ben Garant, Thomas Lennon et Kerri Kenney-Silver et diffusée entre le 23 juillet 2003 et le 8 juillet 2009 sur Comedy Central.
En France, la série est diffusée depuis le 7 octobre 2005 sur Pink TV.

## Synopsis
Reno 911, n'appelez pas ! est une comédie de type documentaire parodique qui parodie les séries policières.

## Distribution
- Mayson Brooks : Bradley Robertson
- Thomas Lennon : Lieutenant Jim Dangle
- Carlos Alazraqui : James Garcia
- Wendi McLendon-Covey : Clementine Johnson
- Mary Birdsong : Cheresa Kimball
- Cedric Yarbrough : S. Jones
- Ben Garant : Travis Junior
- Kerri Kenney : Trudy Wiegel
- Niecy Nash : Raineesha Williams
- Jack Plotnick : Steve Marmella

## Épisodes

### Première saison (2003)
1. Pilot
2. Fireworks
3. Execution Tickets
4. Clementine's Pregnant
5. Jones Gets Suspended
6. Help from the FBI
7. Wiegel Suicide Watch
8. Clementine Gets Married
9. Garcia's Anniversary
10. Burning Man Festival
11. Dangle's Moving Day
12. Terrorist Training: Part 1
13. Terrorist Training: Part 2
14. Halloween

### Deuxième saison (2004)
1. Dangle Gets Promoted
2. Wiegel's New Boyfriend
3. British Law
4. Dangle's Wife Visits
5. Religion in Reno
6. Fire Fighters Are Jerks
7. Not Without My Mustache
8. Security for Kenny Rogers
9. More FBI Help
10. Raineesha X
11. Clementine and Garcia Are Dating
12. Jones and Garcia's Drug Stake-Out
13. President Bush's Motorcade
14. Junior Gets Married
15. Department Investigation: Part 1
16. Department Investigation: Part 2

### Troisième saison (2005)
1. Released from Prison (titre français inconnu)
2. Jamais sans mon banjo
3. L'Académie des flics
4. Le SRAS attaque
5. Eddie le rapide
6. Le Préfet de Wanganui
7. …Et la pose est gratuite
8. Le Roi du spa
9. La Copine de Garcia
10. Le Hummer
11. Les Experts…lipopette
12. Il court, il court le shérif
13. Le Grand Jour de Craig

### Quatrième saison (2006)
1. Wiegel's Pregnant
2. The Junior Brothers
3. Jet Ski Blues
4. Rick's on It
5. Spanish Mike Returns
6. Son of a Chechekevitch
7. The Investigation Continues
8. The Department Gets a Corporate Sponsor
9. Christian Singles Mixer
10. Proposition C
11. Reno Mounties
12. Hodgepodge
13. Ex-Wife and Her New Husband
14. Dangle's Wedding

### Cinquième saison (2007)
1. Did Garcia Steal Dangle's Husband ?
2. Bounty Hunter Tommy Hawk
3. Super Knockers !
4. Mayor Hernandez
5. Coconut Nut Clusters !
6. Dangle's Secret Family
7. Undercover at Burger Cousin
8. The Wall
9. Death of a Pickle-Thrower
10. Baghdad 911
11. The Tanning Booth Incident
12. Strong Sister
13. Wiegel's Dad Returns
14. Junior Runs for Office
15. Undercover Acting Coach
16. The Parade

### Sixième saison (2008)
1. Training Day
2. Extradition to Thailand
3. Digging with the Murderer
4. Dangle's Murder Mystery: Part 1
5. 'Dangle's Murder Mystery: Part 2
6. We Don't Want the Pope
7. VHS Transfer Memory Lane
8. Helping Mayor Hernandez
9. Getaway Trailer
10. Stoner Jesus
11. Deputy Dance
12. Viacom Grinch
13. The Midnight Swingers
14. Secret Santa
15. Wiegel's Couple's Therapy